# Rumaysa bint Milhan
Rumaysa bint Milḥān (in arabo ﺭﻣﻴﺴـة ﺑﻨﺖ ﻣﻠﺤﺎﻥ‎?), più nota con la sua kunya di Umm Sulaym; fl. VII secolo) fu una delle prime donne a convertirsi all'Islam a Yathrib.
Umm Sulaym era stata in precedenza sposata con Malik ibn al-Nadr e il loro figlio fu Anas ibn Malik, un Compagno assai apprezzato di Maometto.
In seguito alla morte del primo marito, Zayd ibn Sahl, noto come Abū Ṭalḥa b. Thābit, decise d'impegnarsi con lei prima ce qualcun altro lo facesse. Era fiducioso che Umm Sulaym non gli avrebbe preferito altri. Era abbastanza ricco, un cavaliere rinomato e un arciere capace e proveniva dallo stesso clan di Umm Sulaym, i Banu Najjar. A seguito della conversione di Abū Ṭalḥa all'Islam, i due si sposarono e furono considerati una coppia musulmana modello.
 
Abū Ṭalḥa morì mentre partecipava a una spedizione navale all'epoca del terzo Califfo "ortodosso" ʿUthmān, e fu sepolto in mare.
Umm Sulaym era conosciuta per il suo coraggio e la sua intraprendenza. Durante la battaglia di Uhud portava un pugnale tra le pieghe del suo abito, fornendo acqua e curando i feriti, impegnandosi inoltre a difendere Maometto quando la battaglia ne mise a forte rischio l'incolumità.
Era fiducioso che Umm Sulaym non gli avrebbe preferito un altro. Era dopo tutto una persona forte e virile ed era abbastanza ricco oltre a possedere un'imponente abitazione che era assai ammirata. Era un perfetto cavaliere e un abile arciere e, inoltre, proveniva dallo stesso clan di Umm Sulaym, i Banu Najjar.»
(Muslim, Ṣaḥīḥ, XXXI, 6013.)
Il figlio che poi nacque era ʿAbd Allāh. Più tardi gli nacque un fratello, cui fu posto il nome di Ibn ʿUmayr.